# Bracon miroides
Bracon miroides är en stekelart som beskrevs av Vladimir Ivanovich Tobias 1957. Bracon miroides ingår i släktet Bracon och familjen bracksteklar. Inga underarter finns listade.